# Ratchayothin Yotharuck
Ratchayothin Yotharuck (thailändisch รัชโยธิน โยธารักษ์, RTGS: Ratchayothin Yotharak, Rufname: Check, เช็ค; * 13. Dezember 1995 in der Provinz Nakhon Nayok) ist ein thailändischer Snookerspieler. Mitte der 2010er spielte er zwei Jahre als Profi auf der Main Tour.

## Karriere
Ratchayothin Yotharuck begann mit zehn Jahren mit dem Snookerspielen und gehörte zu den vielen Snookertalenten aus Thailand. Ab 2011 nahm er an der U21-Asienmeisterschaft teil und im dritten Anlauf im April 2013 in Indien erreichte er das Halbfinale. Da der amtierende Asienmeister Saleh Mohammed auf seinen Startplatz auf der Snooker Main Tour verzichtete, rückte Ratchayothin auf und wurde mit 17 Jahren vom asiatischen Verband für die folgenden beiden Spielzeiten für die Profitour nominiert.
Seinen ersten Sieg in der Saison 2013/14 errang er bei den Indian Open 2013, wo er sich gegen den Top-16-Spieler Graeme Dott die Teilnahme am Hauptturnier sicherte und anschließend mit einem 4:3-Sieg über seinen Landsmann James Wattana unter die letzten 32 vorstieß. Zwei Century-Breaks und drei weitere 50er-Breaks erzielte er in dem Match. Auch beim German Masters 2014 qualifizierte er sich gegen den Top-32-Spieler Martin Gould für das Hauptturnier, schied in Berlin dann aber in der ersten Runde aus. Sonst gab es aber bei fast allen Ranglistenturnieren Auftaktniederlagen. Bei der 6-Red-Weltmeisterschaft in seiner Heimat erreichte er mit nur 2 Siegen die Hauptrunde. Insgesamt schloss er das Spieljahr auf Platz 111 der Weltrangliste ab. Obwohl er zu Beginn seines zweiten Jahres die Qualifikation für zwei außereuropäische Turniere ausließ und lediglich beim Paul Hunter Classic 2014 eine Runde überstand, rückte er alleine durch die Rückstufung anderer Spieler in der Zweijahreswertung bis auf Platz 86 vor. Danach gelang ihm aber kein einziger Sieg mehr und nach der verpassten Qualifikation für das German Masters Ende 2014 trat er 2015 bei keinem Turnier mehr an. Damit war nach knapp eineinhalb Jahren seine Profikarriere wieder beendet.
2016 war er immer noch teilnahmeberechtigt bei der U21-Asienmeisterschaft. Er erreichte das Finale und verlor nur knapp mit 5:6 gegen den Chinesen Wang Yuchen. Anschließend trat er auch bei der U21-Weltmeisterschaft in Belgien an und kam immerhin bis ins Achtelfinale. Sein erstes internationales Turnier außerhalb Asiens nach der Juniorenzeit war die WSF Championship 2018, einem Qualifikationsturnier für die Main Tour. Dort schaffte er es mit vier Vorrundensiegen unter die Letzten 32.

## Erfolge
Ranglistenturniere:
- Runde der Letzten 32: Indian Open (2013)

Andere Profiturniere:
- Runde der Letzten 32: 6-Red World Championship (2013)

Amateurturniere:
- Finale: U21-Asienmeisterschaft (2016)
- Halbfinale: U21-Asienmeisterschaft (2013)